# Sony Xperia Ace II
Sony Xperia Ace II —  це Android смартфон, який продається та виробляється Sony. Є частина серії Xperia, але навідмінно від свого попередника Xperia Ace, смартфон змістився з нижчого середнього класу до бюджетного. Вона була представлена 19 травня 2019 року для японського оператора NTT DoCoMo, як і попередник. Хоч і інших версій не було, його можна розблокувати і від оператора DoCoMo. Телефон є компактною версією серії 2021 року.

## Дизайн
Xperia Ace II виконаний із повністю матового пластикового корпусу. Фронтальна камера розміщені у верхній панелі, навідмінно від іншиї смартфонів Sony 2021 року, у вигляді "капельки", останній смартфон який виходив у Sony з таким вирізом був Xperia L4. Лоток для SIM-карти і MicroSD присутній на лівій частині пристрою, у вигляді заглушки, що дозволяє її відкрити без допоміжних речей накшталт голки. Кнопка живлення/датчик відбитків пальців, спеціальна кнопка Google Assistant і регулятор гучності розташовані на правій стороні пристрою, а 3,5-мм роз’єм для навушників разом з мікрофоном — у верхній частині. Задні камери розташовані у верхньому лівому куті телефону, а зверху – світлодіодний спалах. На нижньому краю є основний мікрофон, динамік і порт USB-C. Екран захищений склом Corning Glass 6. Телефон має рейтинг IP65/IP68, що для смартфона нижчого цінового діапазона 2021 року є рідкістю.

## Технічні характеристики

### Апаратне забезпечення
Пристрій оснащений процесором MediaTek Helio P35 і графічним процесором PowerVR GE8320. Він доступний з 4 ГБ оперативної пам’яті та 64 ГБ пам’яті. Розширення карти MicroSD підтримується до 1 ТБ за допомогою однієї SIM-карти. Дисплей має ту саму панель що й Ace IPS TFT, але збільшений розмір до 5,5 дюймів і зменшена роздільна здатність до 1496 × 720, 720p, відповідно до цього зменшена щільність пікселів до 302 ppi. Ace II має акумулятор ємністю 4500 мАг, при майже тому ж розмірі корпуса як і в попередника, який можна заряджати до через порт USB-C. На задній панелі є подвійна камера з основним датчиком на 12 Мп і допоміжним на 2 Мп для аналізу глибини сцени. Фронтальна камера оснащена сенсором на 8 Мп.